# Aroma (canción)
«AROMA» es el décimo sexto sencillo de la banda Oshare Kei: Antic Cafe, publicado en 2009 y perteneciente al álbum BB Parallel World.

## Canciones

### Limited Edition

#### CD
| CD  |                               |          |  |
| N.º | Título                        | Duración |  |
| 1.  | «AROMA»                       | 4:25     |  |
| 2.  | «Best Apart (ベストアパート)» | 4:21     |  |

#### DVD
| DVD |                             |          |  |
| N.º | Título                      | Duración |  |
| 1.  | «AROMA» (Promotional Video) | 4:38     |  |

### Regular Edition
| CD  |                                      |          |  |
| N.º | Título                               | Duración |  |
| 1.  | «AROMA»                              | 4:25     |  |
| 2.  | «Best Apart (ベストアパート)»        | 4:21     |  |
| 3.  | «365days Quasar (365daysクエイサー)» | 3:33     |  |